# Gouvernement Beirut
Das Gouvernement Beirut (arabisch محافظة بيروت, DMG Muḥāfaẓat Bayrūt) ist das einzige von inzwischen neun Gouvernements im Libanon, das nur aus einer Stadt, Beirut, besteht.
Das Gebiet dieses Gouvernements beträgt nur 19,8 km²; trotzdem wird dieses Gouvernement aufgrund seiner wirtschaftlichen, politischen, kulturellen und sozialen Aktivitäten als die wichtigste Region im Libanon angesehen.